# I Spit on Your Grave
I Spit on Your Grave (eller Day of the Woman) är en amerikansk rape & revenge-film från 1978, regisserad av Meir Zarchi. Camille Keaton spelar huvudrollen. Filmen är kontroversiell och har blivit olagligförklarad av en svensk tingsrätt. Det gjordes en nyinspelning 2010: I Spit on Your Grave.

## Handling
Jennifer hyr ett hus i New York för att kunna skriva en roman i lugn och ro. Där blir hon överfallen, våldtagen, misshandlad och lämnad att dö av fyra män. Jennifer överlever attacken, återhämtar sig och bestämmer sig för att jaga männen så att hon kan hämnas på dem en efter en.

## Om filmen
Filmen blev ingen omedelbar succé när den släpptes 1978. År 1981 släpptes filmen på nytt med titeln I Spit on Your Grave och då fick den större uppmärksamhet.

## Rollista i urval
- Camille Keaton - Jennifer
- Eron Tabor - Johnny
- Richard Pace - Matthew
- Anthony Nichols - Stanley
- Gunter Kleemann - Andy